# Монтеро Кастильо, Хулио
Ху́лио Се́сар Монте́ро Касти́льо (исп. Julio César Montero Castillo; род. 25 апреля 1944, Монтевидео) — уругвайский футболист, выступавший на позиции защитника. Известен по выступлениям за «Насьональ». Чемпион Южной Америки 1967 года и полуфиналист чемпионата мира 1970 года в составе сборной Уругвая. Отец защитника сборной Уругвая 1990—2000-х годов Паоло Монтеро.

## Биография
Монтеро Кастильо начинал карьеру футболиста в столичном «Ливерпуле» в 1964 году. В 1966 году защитник перешёл в стан «Насьоналя», где в первом же сезоне сумел выиграть чемпионат Уругвая. С 1969 по 1972 год «Насьональ» выиграл 4 чемпионата Уругвая подряд, а в 1971 году впервые в своей истории (после трёх проигранных финалов, в двух из которых — в 1967 и 1969 гг. — принял участие Монтеро Кастильо) завоевал Кубок Либертадорес, а затем и Межконтинентальный кубок.
В 1973 году Эль-Мудо (прозвище Хулио Сесара, в переводе означающее «Немой») ненадолго перешёл в аргентинский Индепендьенте, который на тот момент был лучшим клубом Южной Америки. Но в Кубке Либертадорес в составе «Красных Дьяволов» Эль-Мудо участия не принимал и вообще провёл за клуб из Авельянеды лишь 4 игры в чемпионате Аргентины, после чего перешёл в испанскую «Гранаду». Спустя 2 года Монтеро Кастильо вернулся в «Насьональ», где и завершил карьеру футболиста в 1978 году, успев за это время выиграть свой шестой титул чемпиона Уругвая.
С 4 января 1967 по 3 мая 1978 года Хулио Монтеро Кастильо провёл за сборную Уругвая 43 матча, в которых забил 1 гол. Вместе с ней он занял 4-е место на чемпионате мира 1970 года (на тот момент за четвёртое место команде вручались бронзовые медали), проведя все 6 матчей, сыгранных Селесте на турнире. Кроме того, Монтеро Кастильо принял участие в чемпионате мира 1974 года в ФРГ. В 1967 году Монтеро Кастильо сыграл в четырёх из пяти матчей победного для уругвайцев домашнего чемпионата Южной Америки. Сам защитник отметился на турнире 1 забитым голом — в стартовом матче он забил второй мяч в ворота сборной Боливии (Уругвай выиграл 4:0).

## Достижения
- Чемпион Уругвая (6): 1966, 1969, 1970, 1971, 1972, 1977
- Обладатель Кубка Либертадорес: 1971
- Обладатель Межконтинентального кубка: 1971
- Обладатель Межамериканского кубка: 1972
- Чемпион Южной Америки: 1967
- 4-е место на чемпионате мира: 1970